# Ádám (keresztnév)

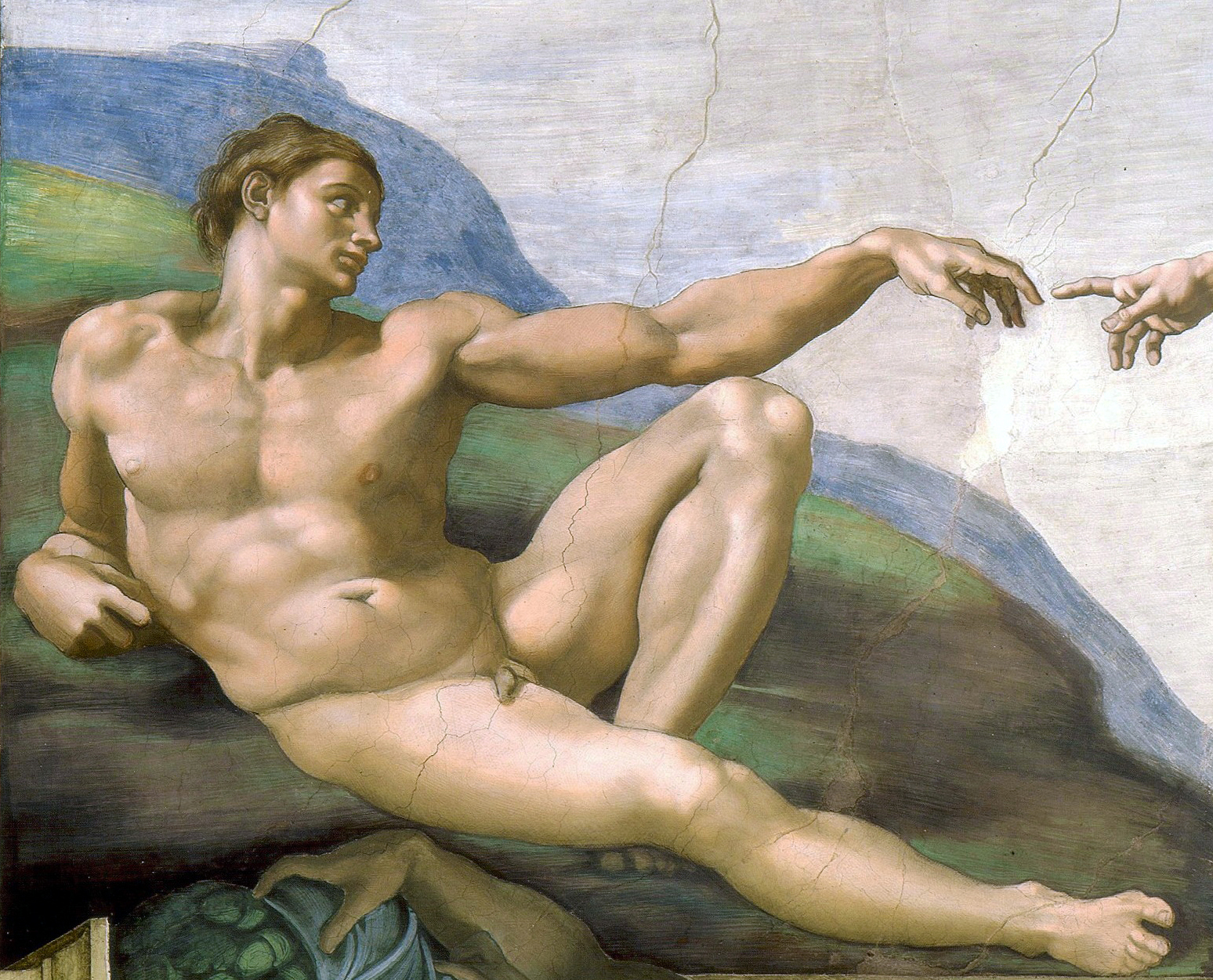
Michelangelo Ádámja

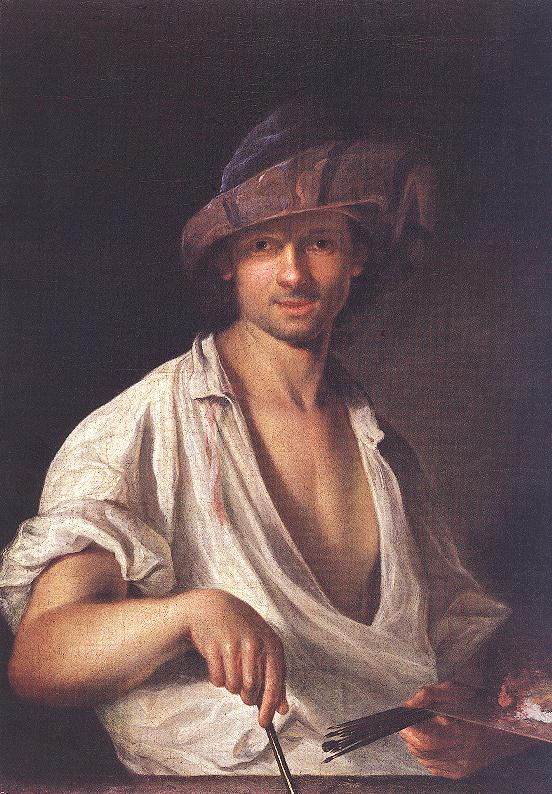
Mányoki Ádám

Az Ádám bibliai férfinév, az első emberpár férfi tagjának, Ádámnak a neve.  A név héber eredetű (אָדָם), az eredeti  jelentése: ember (az emberi faj neve vált személynévvé). A szó alapjelentése „vörösnek lenni”, az adam szó sok sémi nyelvben egyben „embert”, „földből valót” és „vörös színűt” is jelent (héber: אָדָם, arab: آدم). A szó legkorábbi forrása a sumer ad-da, amely atya jelentésű.

## Gyakorisága
Az Ádám a 16-17. században nagyon gyakori név volt, de a 19. század elejére szinte teljesen feledésbe merült.
Az újszülötteknek adott nevek körében 1967-ben is csak 64-en kapták ezt a nevet, de az 1980-as évekre a 20. legnépszerűbb férfinév lett.
Az 1990-es években igen gyakori név. A 2000-es években az 5-10., a 2010-es évek elején a 6. leggyakrabban adott férfinév volt.
A teljes népességre vonatkozóan az Ádám név a 2000-es években a 29-31., a 2010-es években a 28-29. leggyakrabban viselt férfinév.

## Névnapok
- szeptember 9.[2]
- december 24.[2]

## Idegen nyelvi változatai
- Adán (spanyol)
- Adam (angol, francia és számos más nyelv)
- Ádhamh, Ádam (ír)
- Adamo (olasz)
- Adão (portugál)
- Adem (török)
- Адам Adam (orosz)
- אדם Adam (héber)

## Híres Ádámok

### Magyarok
| - Adamovich Ádám ügyvéd - Almási Ádám lelkész - Andrási Ádám János József katonatiszt, jogász - Asbóth Ádám író - Baloghy Ádám ügyvéd, író - Bardócz Ádám főjegyző - Batthyány Ádám császári és királyi kamarás - Batthyány Ádám végvári kapitány, országbíró - Bálint Ádám énekes - Béri Balogh Ádám kuruc brigadéros - Betták Ádám plébános - Bezerédi Ádám író - Blagoevich Ádám Tádé földbirtokos, író - Bocskor Ádám szerzetes - Bodor Ádám író - Bogdán Ádám labdarúgó - Brezanóczy Ádám szerzetes, jogász, egyetemi tanár - Brigelius János Ádám orvos - Cervus Ádám szerzetes - Chalupka Ádám lelkész - Chenot Ádám bölcselet- és orvosdoktor - Clark Ádám mérnök, a Széchenyi lánchíd építője - Cziglényi Ádám grafikus, bélyegtervező - Farkas Ádám labdarúgó-játékvezető - Fellegi Ádám zongoraművész - Fischer Ádám karmester - Gyurcsó Ádám labdarúgó | - Hanga Ádám kosárlabdázó - Horváth Ádám rendező - Kiss Ádám humorista - Kollár Ádám Ferenc jogtudós, tanácsos - Kolonits Ádám lovassági tábornok - Kondor Ádám zeneszerző - Könczei Ádám néprajzkutató - Lang Ádám labdarúgó - Lux Ádám színész - Mányoki Ádám festőművész - Medveczky Ádám karmester - Mirkóczki Ádám politikus - Muttnyánszky Ádám mérnök - Nádasdy Ádám nyelvész, műfordító - Németh Ádám labdarúgó-játékvezető - Pálóczi Horváth Ádám költő - Récsey Ádám katonatiszt, politikus - Reviczky Ádám főkancellár - Steinmetz Ádám vízilabdázó - Szabó Ádám zenész, énekes - Szalai Ádám labdarúgó - Szendei Ádám orvos, orvosíró - Szirtes Ádám színművész - Török Ádám zenész - Török Ádám közgazdász - Vay Ádám, kuruc főkapitány - Végvári Ádám, énekes, zeneszerző, gitáros - Würtz Ádám képzőművész |

### Uralkodók
- II. János Ádám liechtensteini herceg

### Szentek, boldogok
- Guglionesi Szent Ádám olasz ferences szerzetes
- Boldog Ádám (Adam Bargielski) lengyel pap

### Külföldiek
- Ádám bibliai alak
- Adam Ant angol punkénekes

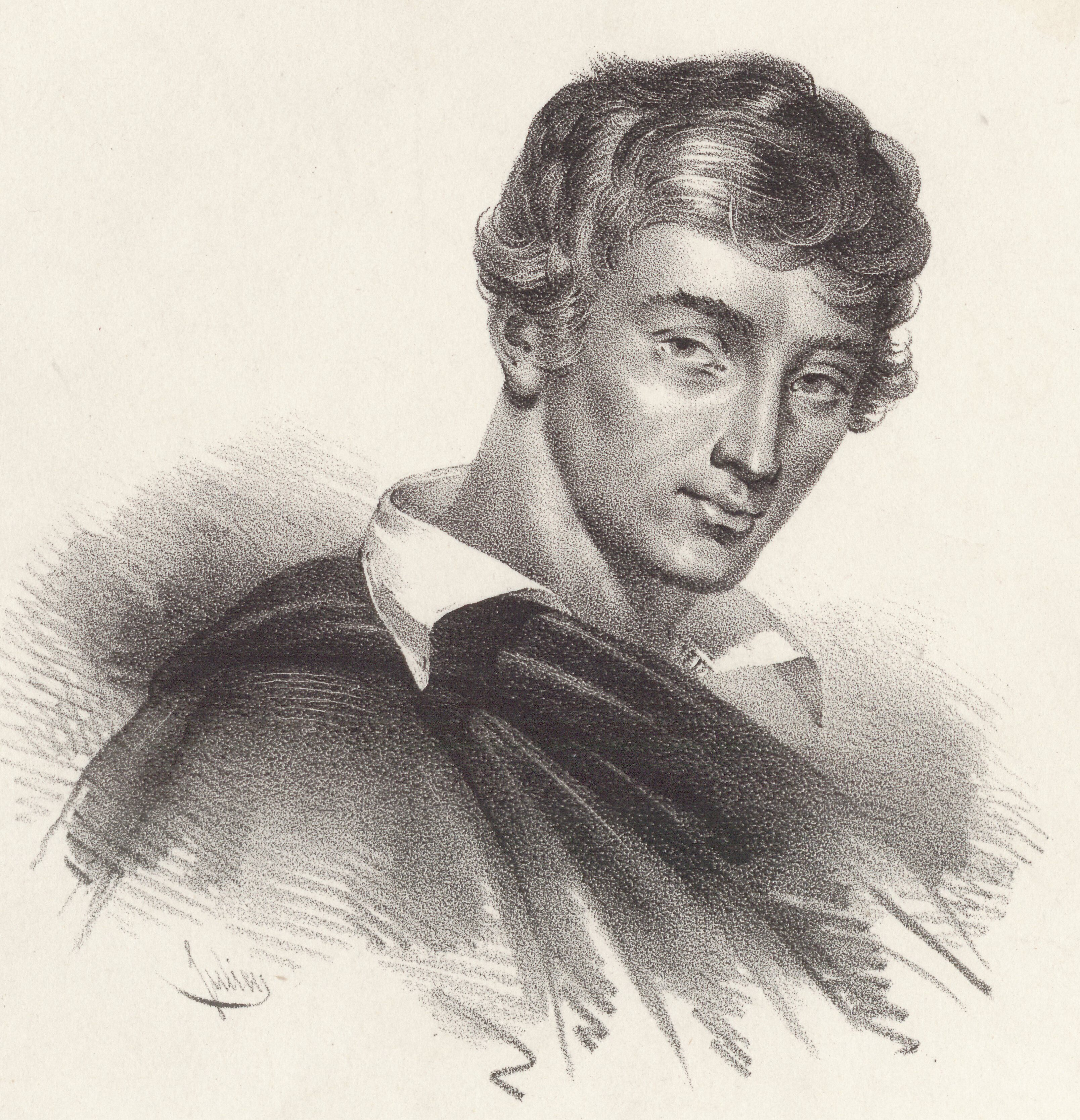
Adam Mickiewicz

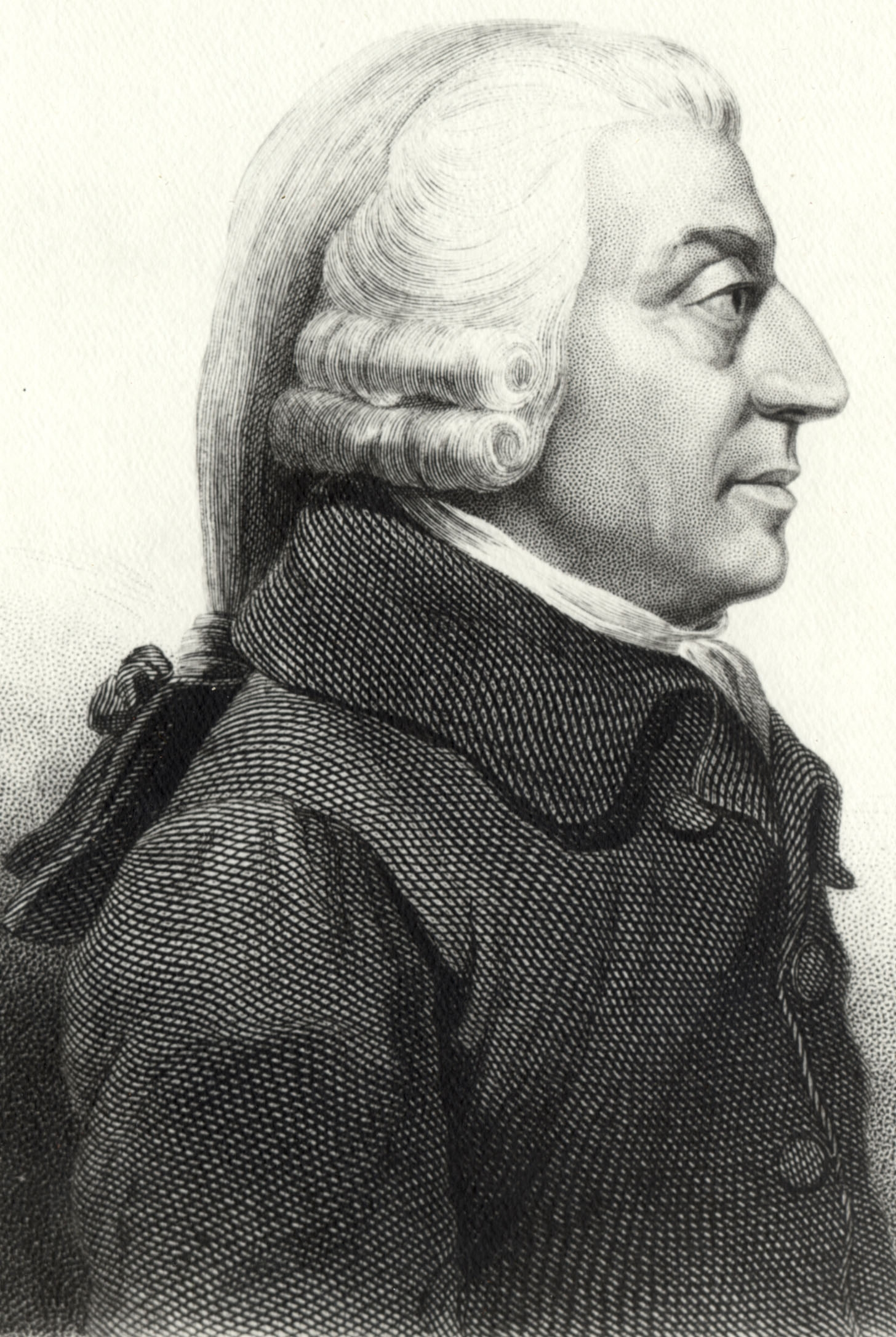
Adam Smith

- Adam Brody amerikai színész, zenész
- Adam Clayton angol zenész (U2 együttes)
- Adam de Givenchi francia trubadúr
- Adam de la Halle francia költő
- Adam Elsheimer német festő
- Adam Falckenhagen német zeneszerző
- Adam Ferguson skót filozófus
- Adam Johnson angol labdarúgó
- Adam Lallana angol labdarúgó
- Adam Lambert amerikai énekes
- Adam Małysz lengyel síugró
- Adam Michnik lengyel író
- Adam Mickiewicz lengyel költő
- Adam Friedrich Oeser (Oeser Ádám) magyarországi születésű német festő
- Adam Gontier kanadai énekes, gitáros
- Adam Gottlob Oehlenschläger dán költő
- Adam Kozłowiecki magyarországi születésű zambiai katolikus érsek
- Adam Opel német mérnök, az Opel autógyár alapítója
- Adam Sandler, amerikai színész
- Adam Sedgwick angol geológus
- Adam Stefan Sapieha lengyel érsek, bíboros
- Adam Savage amerikai televíziós műsorvezető
- Adam Smith skót közgazdász, filozófus
- Adam van Noort németalföldi festő
- Adam von Bremen (Brémai Ádám) német történetíró
- Adam Weishaupt német filozófus
- Adam Yauch amerikai zenész
- Adama Traoré spanyol labdarúgó
- Adamo Coulibaly francia labdarúgó
- Adem Kapič szlovén labdarúgó
- Adem Kılıççı török amatőr ökölvívó
- Adem Ljajić szerb labdarúgó

## Egyéb Ádámok

### Vezetéknévként
Az Ádám családnévként is előfordul nem csak önállóan, de származékaiban is: Ádán, Ádány, Adami, Adó, Adók.

### Földrajzi névként
A Somogy vármegyei Ádánd község nevében az Ádám honfoglalás előtti -d kicsinyítőképzős származéka rejlik.

### A művészetekben
- Irodalomban
  - Madách Imre Az ember tragédiája című drámájának a szereplője
  - Ádám, hol vagy? címmel Ady Endre verse
- Könnyűzenében
  - Ádám, hol vagy? címmel Fenyvesi Gabi slágere

### Szólások
- Ádám látott ilyet kisinas korában: ezt a hihetetlen dolgokra mondják[4]
- Sok az Ádám népe: mondják akkor, ha sokan összegyűltek egy helyre[4]
- Ádámnál és Évánál kezdi: azaz nagyon messziről kezd mondani valamit[4]
- Rokonok Ádámról, Éváról: olyan távoli rokonok, hogy az már nem is számít rokonságnak[4]

### Szállóige
- Ádám, hol vagy? (Mózes könyvéből)

### Köznyelvi kifejezések
- makadámút: egy skót mérnök, J. L. MacAdam találta fel
- ádámcsutka: más néven ádámalma, ádámbütyök, ádámcsomó, ádámcsont, ádámfalat, ádámgége, ádámgombja, ádámgörcs
- ádámkosztüm: aki ebben jár, az meztelen
- ádámbűz: népmesékben az idegenek szagára mondták
- Ádám villájával eszik: evőeszköz nélkül, kézzel eszik

### Jelentősége a névadásban
Voltak korok, amikor a különnemű ikergyerekeknek szívesen adták az Ádám-Éva neveket.